# Alec Sulkin

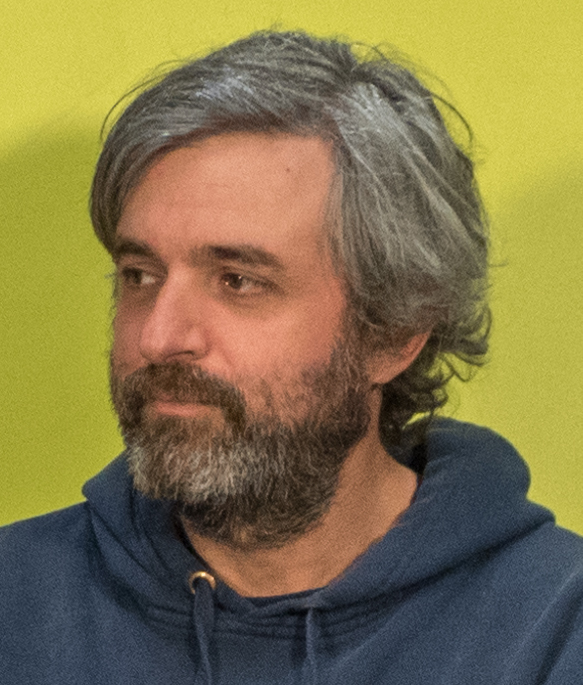

Alec Matthew Sulkin, född 14 februari 1973, är en amerikansk manusförfattare och TV-producent, mest känd för att ha skrivit och producerat åtskilliga avsnitt av den amerikanska, tecknade TV-serien Family Guy. Sulkin har också bidragit till seriens spinoff The Cleveland Show, också den skapad av Family Guy's upphovsman Seth MacFarlane.

## Karriär
Sedan 2005 är Sulkin en av skaparna bakom Family Guy och tillsammans med sin manuskollega Wellesley Wild är han kontrakterad av TV-bolaget FOX att utveckla sin egen serie, "förmodligen åt hållet actionkomedi"
Tidigt i karriären skrev Sulkin för TV-showen The Late Late Show med Craig Kilborn, detta under seriens tre första år. Det var också här han träffade sin framtida kollega Wellesley Wild.

## Twitter
Förutom TV-skrivande är Sulkin aktiv på det sociala nätverket Twitter under användarnamnet @thesulk.
I mars 2011 orsakade Sulkin uppståndelse genom att publicera följande skämt på Twitter: "Om du vill känna dig  bättre rörande den här jordbävningen i Japan, googla då "Pearl Harbor dödssiffra". Kommentaren hade lagts upp en dag efter Jordbävningen vid Tohoku i Japan som dödade över 10.000 människor. Följande dag tog Sulkin bort skämtet och bad om ursäkt, meddelande att inlägget varit okänsligt och att han inte insett omfattningen och svårighetsgraden av katastrofen.

## Filmografi (urval)
- 1999 – The Late Late Show with Craig Kilborn (TV-serie)
- 2005–2014 – Family Guy (TV-serie) (röst och manus)
- 2009–2012 – The Cleveland Show (TV-serie)
- 2012 – Ted
- 2014 – A Million Ways to Die in the West
- 2015 – Ted 2